# Euparatettix xinchengensis
Euparatettix xinchengensis är en insektsart som beskrevs av Zheng, Z., F-m. Shi och Guang Yu Luo 2003. Euparatettix xinchengensis ingår i släktet Euparatettix och familjen torngräshoppor. Inga underarter finns listade i Catalogue of Life.